# 고통 (영화)
고통(Torment, Hets)은 스웨덴에서 제작된 알프 셰베리 감독의 1944년 영화이다. 알프 체린 등이 주연으로 출연하였고 Harald Molander 등이 제작에 참여하였다.

## 출연

### 주연
- 알프 체린

### 조연
- 마이 제털링
- Jan Molander

## 제작진
- 미술: Arne Akermark
- 의상: Mimmi Tornqvist-Zedell